# Alliesthésie
 (septembre 2023).
Si vous disposez d'ouvrages ou d'articles de référence ou si vous connaissez des sites web de qualité traitant du thème abordé ici, merci de compléter l'article en donnant les références utiles à sa vérifiabilité et en les liant à la section « Notes et références ».
L’alliesthésie (αλλoς (allós) - autre, et αἴσθησις (aísthēsis) - sensation, perception ; anglais : alliesthesia, allemand : Alliästhesie) décrit la dépendance de la perception du plaisir ou déplaisir à la consommation d'un stimulus du milieu interne de l'organisme. Ainsi un stimulus, capable d'améliorer l'état du milieu interne, va être perçu comme agréable. À l'inverse, un stimulus perturbant le milieu interne de l'organisme va être perçu comme désagréable ou même comme douloureux. La sensation déclenchée n'est donc pas seulement dépendante de la qualité ou de l'intensité du stimulus, mais aussi de récepteurs internes, et toutefois subjective.
L’alliesthésie est un phénomène physiologique et ne doit pas être confondu avec le symptôme pathologique de l’allesthésie.

Un phénomène similaire à l'alliesthésie est le rassasiement sensoriel spécifique (sensory-specific satiety).

## Formes de l’alliesthésie
- Alliesthésie thermique : Alliesthésie de la perception thermique (chaleur et froid) - elle contribue fondamentalement à la  thermorégulation homéostatique ;
- Alliesthésie olfactorielle : Alliesthésie de l'olfaction ;
- Alliesthésie gustative : Alliesthésie du goût, des saveurs primaires (confirmé pour le goût sucré et salé) ;
- Alliesthésie olfacto-gustative ou Alliesthésie alimentaire : Alliesthésie des saveurs/flaveurs concernant la prise alimentaire ;
- Alliesthésie visuelle/optique : Alliesthésie de la vue ;
- Alliesthésie auditive : Alliesthésie de l'ouïe.

Chacun de ces formes de l’alliesthésie peut avoir ces deux tendances suivantes :
- Alliesthésie négative : changement de la sensation du plaisir au déplaisir ;
- Alliesthésie positive : changement de la sensation du déplaisir au plaisir

## Découverte
L'investigateur principal du phénomène de l'alliesthésie est le physiologiste français Michel Cabanac. À la première publication scientifique datant de 1968 succédèrent plus de 40 publications dans des revues internationales, exemple : 1970 dans Nature et 1971 dans Science. Le terme « Alliesthésie », comme mentionné dans l'annexe de Physiological Role of Pleasure, a été choisi en collaboration avec le coauteur Stylianos Nicolaïdis. Originellement, l’alliesthésie a été mise en évidence par des expériences chez l'homme, et plus tard confirmées chez le rat (Rattus norvegicus).